# Monatshefte für Musik-Geschichte

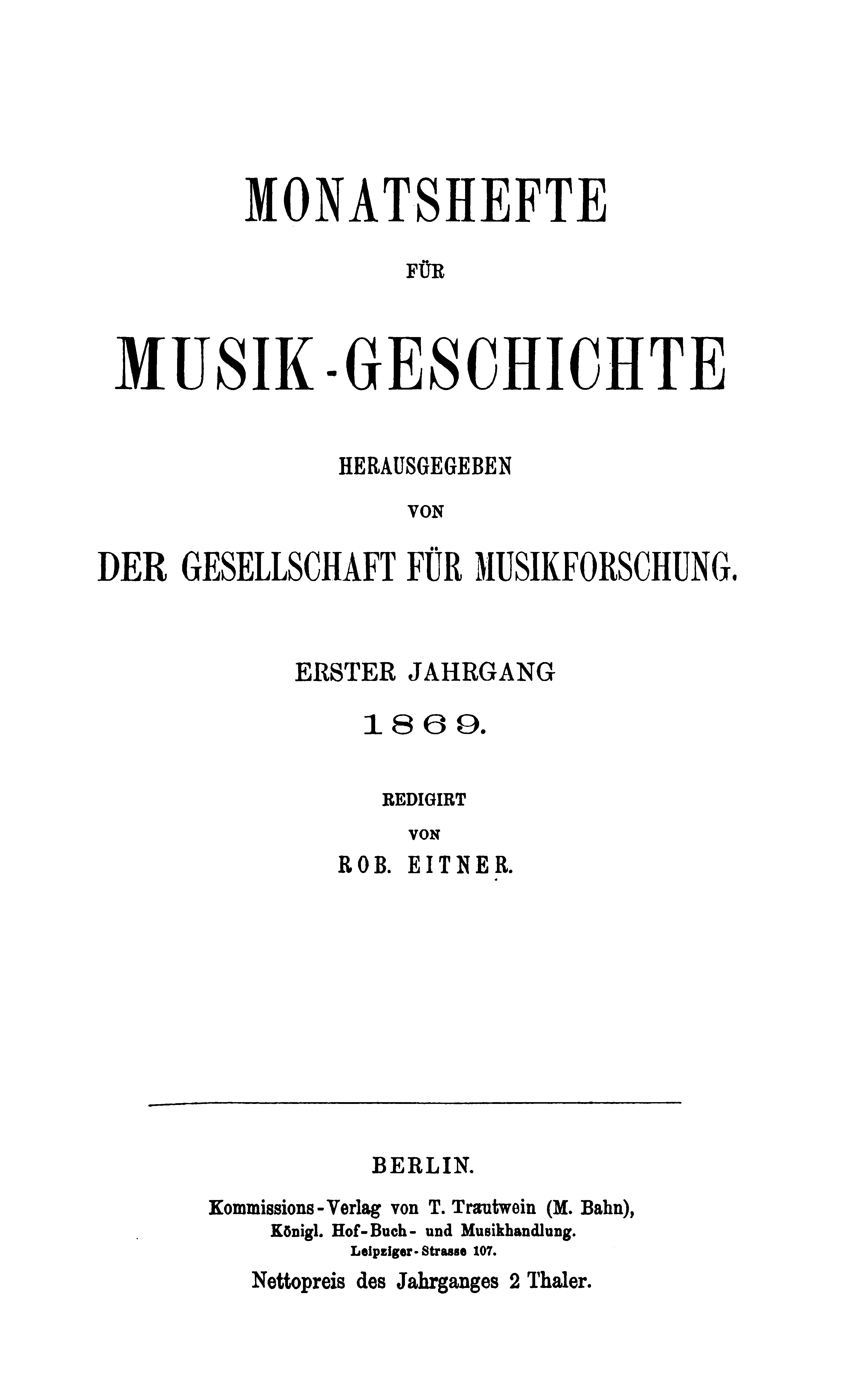

Monatshefte für Musik-Geschichte waren ein Periodikum zur Musikgeschichte, das von der Gesellschaft für Musikforschung (1868–1905) herausgegeben wurde. Es wurde von Robert Eitner redigiert. Der erste Jahrgang erschien in Berlin (1869). Die Reihe erschien bis 1905. Äußerst selten erschienen zusammengezogene Doppelnummern. Das letzte Heft des Jahres 1905 enthielt als Mehrfach-Nummer die letzten noch von Eitner vereinbarten und redigierten Beiträge sowie Ergänzungen und Nachträge zu den von ihm herausgegebenen Verzeichnissen und Lexika. Eitner redigierte die Zeitschrift in den ersten Jahren von Berlin aus (dem Ort, in dem auch die Gesellschaft für Musikforschung von ihm gegründet worden war) später von Templin in der Uckermark aus. Die Zeitschrift wurde bis 1884 in Berlin vom Verlag Trautwein publiziert, dann in Leipzig beim Verlag Breitkopf & Härtel verlegt, gedruckt und vertrieben.

## Gliederung
Die grundlegende Gliederung fast aller Hefte der Zeitschrift war zweiteilig. Im ersten Block erschienen bibliografische und musikgeschichtliche Beiträge, im zweiten, kürzeren Block (zum Ende der jeweiligen Hefte) erschienen unter dem Titel „Mitteilungen“ Berichte von und Hinweise auf Ereignisse des deutschen und internationalen Musiklebens und aus der Musikforschung sowie – meist zu Beginn dieser Rubrik – längere oder kürzere Rezensionen. Versuche, die Rezensionen aus dem Teil „Mitteilungen“ auszugliedern, wurden sporadisch unternommen, vereinzelt wurden sie unter dem Stichwort „Anzeigen“ untergebracht, aber solche Anläufe, die Rezensionen von den anderen Bestandteilen der Mitteilungen, mit denen sie oft vermischt waren, zu separieren, wurden immer wieder aufgegeben. Manchmal erschienen vereinzelte längere Rezensionen unter den Hauptbeiträgen des ersten Teils ohne besondere Vergabe eines Übertitels. Ein vereinzeltes Heft (MMG XXXV,5) bestand nur aus Rezensionen. Vom Januar bis Juni 1872 gab es jeweils eine Beilage zu den Heften unter dem Titel „Unsere Zeit“, in der eine mit „Umschau“ betitelte Rubrik mit Glossen zum musikalischen Zeitgeschehen, Rezensionen, weitere Mitteilungen und auch musikgeschichtliche Artikel, die genauso gut im Hauptheft hätten erscheinen können, publiziert wurden.
Der Umfang der Hefte betrug zwischen ca. 25 bis 50 Seiten, manchmal weniger, manchmal mehr. Alle Beiträge waren in ganzseitig durchgehenden Zeilen gedruckt. Selten kam – meist in Verbindung mit Übersetzungen – ein synoptischer Paralleldruck in zwei Kolumnen vor. Werbung gab es anfänglich und vereinzelt von Musikverlagen und Musikalienhändlern, später nur noch Eigenwerbung des Verlags Breitkopf & Härtel oder des Herausgebers und Autors Robert Eitner.

## Bedeutung und historischer Standort der Zeitschrift
Diese Zeitschrift kann man bis heute als ein wichtiges Auskunfts- und Nachschlagewerk benutzen. Sie wurde von dem Musikpädagogen und Quellenforscher Rudolf Eitner im Auftrag der von ihm gegründeten Gesellschaft für Musikforschung 36 Jahre lang redigiert. Als musikwissenschaftliche Fachzeitschrift diente sie dem notwendigen Gedankenaustausch zwischen den Kollegen und speziell an Musikgeschichte interessierten Personen, darunter auch Musikbibliothekaren und praktische Musikern. Die Zeitschrift stand im Zeichen der Quellen-Erfassung, der Quellen-Kritik und der Quellen-Verarbeitung. Sie wurde von der preußischen Regierung subventioniert.
Ihr Zweck und Grundsatz wurde von Eitner wie folgt definiert: „Die Bibliographie ist die Grundlage zur Biographie, ja, man könnte sagen zur Erforschung der gesamten Musikgeschichte, denn die Musikgeschichte basiert auf der Kenntnis und Prüfung der Musikwerke, und die Musikwerke lernen wir durch die Bibliographie kennen. Warum hat die Musikgeschichtsschreibung so lange im Dunklen getappt? Weil man nicht wusste, wo man die Leistungen jeder Periode zu finden hatte.“ Auffällig und praktische bedeutsam für die Entwicklung der deutschen Musikwissenschaft an ihrem Anfang in der 2. Hälfte des 19. Jahrhunderts war also die Dominanz der Quellenerschließung und die Priorität der Liedforschung.
Zwar waren die von Eitner 1868 gegründete Gesellschaft für Musikforschung und deren Organ, die Monatshefte für Musikgeschichte ein „Ein-Mann-Projekt“ Eitners, die Einstellung der Zeitschrift während des 37. Jahrgangs 1905 wurde aber nicht – wie Stefan Keym suggeriert   durch den plötzlichen Tod Eitners verursacht, sondern sie war – wie Albert Göhler dies in seinem Resümee der Zeitschrift im 4. Heft des letzten Jahrgangs (als ihre Einstellung bereits entschieden war) mitteilte – das Resultat einer Entscheidung, die Eitner noch zu Lebzeiten selbst getroffen hatte. Sie wäre auch eingetreten, wenn er nicht gestorben wäre, sondern „sein Werk“ hätte als abgeschlossen betrachten und sich anderen Aufgaben zuwenden können.
Ein zusätzlich von Eitner betriebenes Projekt war die parallel laufende Publikation älterer praktischer und theoretischer Musikwerke der Gesellschaft für Musikforschung, in deren Serie durch wichtige Erst- und Wiederpublikationen bedeutende Werke der Vergangenheit wieder zugänglich gemacht wurden – ein Vorläufer und Konkurrent zu den Denkmäler-Ausgaben.
Auffällig sind die viele Verbindungen, Korrespondenzen und Beiträge von und zu katholischen Autoren, die trotz des verordneten anti-ultramontanen Kulturkampfs der preußischen Regierung stattfanden, zugunsten einer Nutzung der Forschungsergebnisse der katholischen Reformbewegung für die Gewinnung eines musikhistorischen Überblicks und positiver Einzelresultate.
Robert Eitners Bemühungen auf dem Gebiet der Musikbibliographie sind als Vorlaufprojekte von RISM, RILM und des Répertoire internationale de la presse musicale (RIPM) zu betrachten, Eitner selbst als Vorläufer von Kurt Taut Arbeit für eine globale Bibliographie des Musikschrifttums im Rahmen der Peters-Jahrbücher, die durch Oscar Sonneck in die USA verlegt wurden, und die heutigen R-Projecte (die Repertoires) sind als Kinder von Eitner, Taut und Sonneck zu betrachten.

## Inhalte und Hauptthemen
Hauptzweck der Monatshefte war es, die Resultate der sammelnden und forschenden Tätigkeit der Mitglieder der Gesellschaft für Musikforschung und befreundeter oder korrespondierender Autoren fortlaufend zu veröffentlichen, zur gegenseitigen Verständigung und Belehrung, wie zur Beeinflussung des musikhistorisch und musikpraktisch interessierten Lesepublikums. Die Monatshefte kultivierten besonders die vom Redakteur Eitner entwickelte und geforderte Form der bibliografischen Erstbeschreibung von Bibliotheksbeständen, mit Angabe des vollen Titels, des Formats, der Signatur, der Verleger und Druckorte, des Erscheinungsjahrs und des Umfangs. Bei Sammelbänden war zusätzlich die genaue Auflistung der einzelnen Werke nach Autor und Titel gefordert. Bei Handschriften waren möglichst Angaben über die Schreiber und die Notationsform erforderlich. Die ständigen Aufrufe, solche Beschreibungen von Bibliotheks-Beständen und von solchen in Kirchen- und Stadtarchiven zu liefern und ihre Ausformulierung zu verbessern, wurden zahlreich befolgt und führten im Laufe der Jahrgänge zu umfangreichen Verzeichnissen und Katalogen.
Aber auch die Auswertung dieser Quellen, ihre musikhistorische Einordnung und qualitative Bestimmung wurden unternommen, besonders in Hinsicht der Klärung der musikalischen Terminologie. Ein zweites besonderes Feld waren biografische Studien mit Enthüllungen von Lebensumständen und Mitteilung von Werkverzeichnissen, speziell von unbekannten und vergessenen Komponisten, mit besonderem Augenmerk auf die in den Vorreden zu den Erstdrucken enthaltenen Mitteilungen des Komponisten über sich und die Zeitumstände. Darunter waren auch mehrere, sich über mehrere Hefte erstreckende monografische, lebens- und werkgeschichtliche Darstellungen bedeutender Musiker, wie z. B. von Benedetto Marcello von Eitner im Jahr 1891. Die ersten fünf Hefte des XXXII. Jahrgangs (1900) waren bis auf die Rubrik Mitteilungen ausschließlich der Darstellung der Geschichte der Musik am Hofe von Darmstadt (vor, während und nach der Zeit Graupners) gewidmet. Der später bedeutende, in der Freien Schulpädagogik wirkende Musikhistoriker August Halm (1869-1929) debütierte im 34. Jahrgang mit einer bibliografischen Arbeit über die Musik-Bestände der Stuttgarter Landesbibliothek.
Auf dem Gebiet der Deutung der Quellen stand die Erhellung früherer Notationsformen besonders anhand der Liederhandschriften im Zentrum, wobei es über die rhythmische Gestalt der mensurierten Handschriften zu erheblichen Kontroversen kam, die dazu führten, dass unterschiedliche Lösungsversuche des Wort-Ton-Verhältnisses, besonders in frühen mehrstimmig notierten Manuskripten, miteinander wetteiferten.
Auch auf dem Gebiet der instrumentenkundlichen Beschreibung alter und nicht mehr Gebrauch befindlicher Blas-, Streich- und Testen-Instrumente gab es Pionierleistungen und Artikel.
In dem regelmäßigen Schlussteil der Hefte, der Rubrik „Mitteilungen“ waren Rezensionen integriert. Ansonsten wurden aktuelle Forschungsergebnisse mitgeteilt, persönliche Informationen über einzelne Forscher gegeben und über Bemühungen auf dem Gebiet der praktischen Wiederbelebung älterer Musik, der sogenannten „Historischen Konzerte“ berichtet. Einmal jährlich legte der Redakteur einen finanziellen Rechenschaftsbericht vor, wurde eine Liste der im Vorjahr verstorbenen Musikern mitgeteilt.
Es gab komplette Übersetzungen mittelalterlicher Kodizes (Guido v. Arezzo, Micrologus (V,9-10); Hucbald, Musica enchiriadis (VI,11-12 und VII,1-4); Dialogus von Oddo (XII,2-3), Philipp de Vitry, Ars nova (XXII,8/9). Außerdem wurden Übersetzungen anderer neuzeitlicher musikhistorischer Dokumente geliefert wie jene die Musik betreffenden Auszüge aus Friedrich Melchior Grimms Correspondance littéraire (XXIV, 8-9) oder J. J. Quantz’ musikhistorische Ausführungen in seiner Flötenschule (XXV, 4-5), oder die Generalbassregeln von Heinrich Albert (XXV, 6).
Regelmäßig gab es (außer den Notenbeilagen mit Musikbeispielen zu einzelnen Artikeln) umfangreiche Beilagen zu einzelnen Heften oder ganzen Jahrgängen. Herausragend waren folgende
```
Beilagen
:
```

- Verzeichnis neuer Ausgaben alter Musikwerke aus der frühesten Zeit bis zum Jahre 1800. Mit einem alphabetisch geordneten Inhaltsanzeiger der Komponisten und ihrer Werke, von Eitner (208 Seiten) im Jahr 1871.
- Chronologisches Verzeichnis der gedruckten Werke von Hans Leo von Hassler und Orlandus de Lassus (146 Seiten), von Eitner im Jahr 1874.
- Das deutsche Lied des XV. und XVI. Jahrhunderts in Wort, Melodie und mehrstimmigem Tonsatz. 2. Band. Handschriften des 15. Jahrhunderts (312 Seiten) im Jahr 1880.
- Katalog der Musikalien-Sammlung des Joachimsthalschen Gymnasiums in Berlin (97 Seiten), von Eitner im Jahr 1884
- Bücherverzeichnis der Musik-Literatur aus den Jahren 1838 bis 1846 im Anschluss an Becker und Büchting (89 Seiten), von Eitner im Jahr 1885.
- Cantaten des 17. und 18. Jahrhunderts. I. Teil: Heinrich Albert, Gottfried Heinrich Stölzel, Reinhart Keiser (88 Seiten) im Jahr 1886.
- Cantaten des 17. und 18. Jahrhunderts. II. Teil: Georg Caspar Schürmann, Dietrich Buxtehude (103 Seiten) im Jahr 1886.
- Bibliographischer und thematischer Musikkatalog des päpstlichen Kapellarchivs im Vatikan zu Rom nach den Originalcodices bearbeitet von Fr.X. Haberl (184 Seiten) im Jahr 1887.
- Das Buxheimer Orgelbuch im Besitze der Kgl. Hof* und Staatsbibliothek München, Mss. Mus. 3725 (112 Seiten) im Jahr 1888.
- Die älteren Musikalien der Stadt Freiberg in Sachsen. Herausgegeben von Dr. Reinhard Kade (32 Seiten) im Jahr 1889.
- Katalog der Musik-Sammlung der Kgl. Öffentlichen Bibliothek zu Dresden (im japanischen Palais) von Eitner und Kade (150 Seiten) im Jahr 1890.
- Katalog der Musik-Sammlung auf der Universitätsbibliothek in Basel, verzeichnet und beschrieben im Jahr  1888 (104 Seiten) gedruckt im Jahr 1891.
- M. Andreas Raselius Ambergensis, sein Leben und seine Werke. Eine Studie von J. Auer (48 Seiten) im Jahr 1892.
- Bibliographie der Musikwerke in der Ratsschulbibliothek zu Zwickau von Reinhard Vollhardt (299 Seiten) im Jahr 1894.
- Annalen der englischen Hofmusik von der Zeit Heinrichs VIII. bis zum Tode Karls I. (1509 1649). Nach den Originaldokumenten von Wilibald Nagel (46 Seiten) im Jahr 1895.
- Beschreibendes Verzeichnis der alten Musikalien – Handschriften und Druckwerke   des Königlichen Gymnasiums zu Brieg von Friedrich Kuhn (98 Seiten) im Jahr 1896.
- Nachrichten über die Musikpflege am Hofe zu Innsbruck nach archivalischen Aufzeichnungen. I. unter Kaiser Maximilian I. von 1490-1519. Ein Beitrag zur tirolischen Kulturgeschichte von Franz Waldner (64 Seiten) im Jahr 1897.
- Johann Philipp Krieger. Eine Sammlung von Kantaten, einer Weihnachts-Andacht, einer Begräbnis-Andacht, Arien und Duetten aus seinen Singspielen, zwei Sonaten für Violine, Viola da Gamba und Bassus continuus und zwei Partien aus der Lustigen Feldmusik zu 4 Instrumenten  von Eitner (128 Seiten) im Jahr 1889.
- Thematischer Katalog der von Thulemeierschen Musikalien-Sammlung in Bibliothek des Joachimstahlschen Gymnasiums zu Berlin von Eitner (110 Seiten) im Jahr 1899.
- Buch* und Musikalien-Händler, und Buch* und Musikaliendrucker nebst Notenstecher, nur die Musik betreffend, nach den Originaldrucken verzeichnet von Eitner (248 Seiten) im Jahr 1904.

## Kurzbiografien des Redakteurs und der wichtigsten Mitarbeiter und ihre wichtigsten Beiträge

### Redakteur
Robert Eitner (1832-1905)
Er begann seine berufliche Laufbahn als Musiklehrer und verspürte früh ein Unbehagen an der ungenügenden Quellenlage, um einen historisch fundierten Unterricht zu erteilen. Um diesem Missstand abzuhelfen, gründete er 1868 mit einer Gruppe Gleichgesinnter in Berlin eine Gesellschaft für Musikforschung. Deren Hauptzweck war es, durch bibliografische und biografische Forschungen die Quellenlage zu verbessern, um so ein Fundament zu schaffen für eine an der tatsächlichen Entwicklung der Musik orientierte Beurteilung der Musikgeschichte in ihrer Gesamtheit. Die Resultate der Forschungen sollten dann ab 1869 in dem Organ der Gesellschaft, den Monatsheften für Musikgeschichte, fortlaufend veröffentlicht werden. Eitner war der einzige Sekretär der Gesellschaft (neben einem zeitweilig bestehenden leitenden Ausschuss oder auch Vorstand, die man aber kaum als ständig arbeitende Gremien ansehen kann), und er war der einzige Redakteur der Zeitschrift während der gesamten 37 Jahre ihres Erscheinens.
Eitner lieferte darüber hinaus von ihm selbst verfasste Forschungsberichte mit umfangreichen bibliografischen Beschreibungen von Quellen und Verzeichnisse von in Bibliotheken und Privatsammlungen aufbewahrten Handschriften und Drucken älterer Musik. Einen Schwerpunkt legte er dabei auf der Erfassung und Auswertung der für das Entstehen der deutschen Musik besonders bedeutenden Liedersammlungen wie auch der frühen reinen Instrumentalmusik als Echo der Entwicklung in Italien. Er beteiligte sich auch mit eigenen Beiträgen an der Auswertung und qualitativ-ästhetischen Beurteilung dieser von ihm und anderen aufgefundenen Quellen.
Eitner war der Hauptautor der meisten Hefte der Zeitschrift, seine Artikel zeichnete er entweder mit vollem Namen oder mit einer variantenreichen Menge von Kürzeln, auch alle ungezeichneten, teilweise in der Ich-Form geschriebenen Artikel stammten von ihm. Mitunter publizierte er monografische Artikel über einzelne von ihm lebens- und werkgeschichtlich erforschte Komponisten. Jährlich gab er einen finanziellen Rechenschaftsbericht, in dem er die Finanzierung der Zeitschrift nach Einnahmen und Ausgaben bilanzierte. Auch organisatorische und technische, die Gesellschaft betreffende Mitteilungen und Hinweise, wie Auskünfte über Zusammentreffen des Ausschusses oder Vorstands (bestehend aus sechs Berliner Mitgliedern mit Franz Commer als Vorsitzendem) und selten stattfindende Mitgliederversammlung (bis 1887), wie auch die Quittierung geleisteter Beitragszahlungen der Mitglieder und Mitteilungen zum Bezug der Zeitschrift und anderer Publikationen der Gesellschaft, wurden von ihm in der Zeitschrift veröffentlicht.

### Mitarbeiter
Adolf Auberlen (1834-1902)
war ein württembergischer Pfarrer, der sich besonders für die Kirchenlied-Forschung interessierte und einsetzte. Er propagierte als Aufgabe die Quellenpublikation zum besseren Verständnis der Musikgeschichte (in der Beilage „Unsere Zeit“ vom April 1872) und veröffentlichte in den MMG eine musikhistorische Einzeluntersuchung zu Michael Altenburg (XI,11).
Wilhelm Baeumker (Bäumker) (1842-1905)
war ein katholischer Theologe und Hymnologe. Er widmete sich neben seinen Diensten in rheinländischen Pfarreien der Sammlung und Darstellung der Melodien des katholischen Kirchengesangs und des profanen Volksgesangs. Er schrieb in den MMG Darstellungen der polyphonen Musik auf dem Trienter Konzil (IX,6/7), des Streits um das Geburtsjahr Pierluigis da Palestrina (IX,10), der Konflikte der Spielleute mit der kirchlichen Obrigkeit (XII,7), der Geschichte der Volksliedmelodien (XVI,3 und 8), der Geschichte des mehrstimmigen Volksgesangs (XVII,3), des Streits um die Entstehung reiner Luthermelodie (XIX,5) und er veröffentlichte eine Übersetzung einer Kontrapunkt-Anweisung aus dem 16. Jahrhundert (X,5) sowie etliche kleinere historische Skizzen.
Georg Becker (1834-1928)
war ein seit 1865 in Genf lebender Komponist und musikwissenschaftlicher Schriftsteller, der sich hauptsächlich mit Schweizer Musikgeschichte befasste. Für die MMG schrieb er eine Chronologie der Ausgaben des Genfer Psalters (II,8), kulturhistorische Skizzen aus der romanischen Schweiz (X,10), veröffentlichte in mehreren Heften der 1870er und -80erJahre unter dem Titel „Aus meiner Bibliothek“ bibliografische Beschreibungen seltener Handschriften und Drucke sowie etliche kürzere historische Skizzen, besonders über die frühen Melodiker der französischen Psalmen und gab die französische Originalversion des Traktats Nouvelle et facile méthode pour chanter von Pierre Davantes heraus (I,11).
Wilhelm Bode (?-1900)
war ein am Schullehrerseminar in Lüneburg unterrichtender Hymnologe. Für die MMG verfasste er Artikel über die Melodieführung in Kirchengesangbüchern (IV,11), die Kirchenmelodien Johann Crügers (V,4 und 5), den Ursprung der Melodie „Herzlich lieb hab ich dich, o Herr“ (V,8), die Singweisen des Lüneburger Gesangbuchs (XIV, 3 und 4), sowie kleinere historische Skizzen und Rezensionen.
Theodor Böttcher (?-1877)
war ein in Bad Cannstatt lebender privater Sammler von Musikerporträt und anderer Kunstgegenstände und wertete sie biografisch aus. In den MMG gab er Einblicke in seine Sammlungen von Musikerporträts (in Beilage „Unsere Zeit“ vom April 1872 und VIII,5), biografische Notizen zu Caspar Othmayr (VIII,4) und schrieb über lesbare Notenabbildungen auf Musikerbildnissen (VIII,10).
Emil Bohn (1839-1909)
war ein in Breslau wirkender Kirchenmusiker, Chorleiter und Musikschriftsteller. Er veranstaltete mustergültige historische Konzerte und katalogisierte die Musik-Bestände der Breslauer Bibliotheken. Für die MMG schrieb er eine bibliografische Skizze über die Breslauer Bestände von Philipp Friedrich Buchner (XIII,10).
Peter Bohn (1833-1925)
war ein in Trier wirkender Gymnasiallehrer, Kirchenmusikhistoriker und Gregorianiker. In den MMG veröffentlichte er Untersuchungen einzelner Funde in Trier Bibliotheken: einer Marienklage aus dem 15. Jahrhundert und des niederdeutschen Schauspiels Theophilus (beides in IX,1), eine biografische Skizze über Nicolaus Wollick aus Serovilla (IX,3), Mitteilungen des abweichenden Wortlauts in einer Trierer Abschrift des Tonariums von Berno (IX,10) und des Dialogs von Oddo (XII,2), einen Artikel über das liturgische Rezitativ und dessen Bezeichnung in den liturgischen Büchern des Mittelalters (XIX,3-5), eine biografische Skizze von Philippe de Vitry, mitsamt Abdruck und Übersetzung von dessen Schrift Ars nova mit Erläuterungen (XXII,8/9), einen Artikel über die Plica im gregorianischen Gesange und im Mensuralgesange (XXVII,4), über eine Trierer Liederhandschrift aus dem Ende des 15. bis Anfang des 16. Jahrhunderts (XXIX,3), und: Der gregorianische Choral; Entstehung und Entwickelung der Notenschrift (XXXIV,5 und 6), etliche kleinere historische Skizzen sowie mehrere Rezensionen.
Michel Brenet (Pseudonym für Marie Bobillier) (1858-1918)
war eine (um in der damaligen Zeit überhaupt beachtet werden zu können) unter einem männlichen Pseudonym veröffentlichende französische Musikhistorikerin, die mit bahnbrechenden Forschungen eingeschliffene Konventionen durchbrach, falsche Festlegungen widerlegte und dunkle Zonen in der Geschichtsschreibung aufhellte. In den MMG publizierte sie über die Herkunft und Gestalt der Melodie von „L’Homme armé“ (XXX,10) und über das Konzertwesen in Frankreich unter dem ançien régime in Form einer Übersetzung und Zusammenfassung ihres gleichnamigen Buches durch Eitner (XXXII,10). Kurz vor Eitners Tod bekam er erste, für ihn völlig unglaubwürdige Hinweise, dass es sich bei dem von ihm verehrten Michel Brenet um eine Frau handeln solle.
Franz Commer (1813–87)
war ein in Köln und Berlin wirkender Kirchenmusiker, Chorleiter, Gesangslehrer, Dozent, Komponist und äußerst produktiver Editor älterer Musik. Mitbegründer der Gesellschaft für Musikforschung Eitners, seine Pro-forma-Position als Vorsitzender wurde nach seinem Tod nicht ersetzt. In den MMG wurden einige seiner Editionen, vor allem wegen seines Unverständnisses für die alten Schlüsselungen, von Eitner kritisiert, sonst beteiligte sich Commer nur an der Bekanntgabe der finanziellen Bilanz der Monatshefte.
Wilhelm Crecelius (1828–89)
war ein Historiker, Sprachforscher und Gymnasiallehrer im Bergischen Land, der in den MMG in den 1880er Jahren drei kürzere sprachgeschichtliche, organologische und biografische Skizzen publizierte.
Henry Davey (1853-1929)
war ein britischer Musikologe und Pianist, der 1895 eine viel diskutierte History of English Music herausgab. In den MMG veröffentlichte er eine Serie von Beiträgen über die ältesten Musik-Handschriften auf englischen Bibliotheken im Jahrgang XXXIV (1902) und führt in den 1890er Jahren eine Kontroverse mit Wilibald Nagel über seine eigenen und dessen Musikgeschichte Englands.
Theodor Distel (1849-1912)
war ein musikaffiner Rechtshistoriker, Archivar und Dresdener Lokalhistoriker. Für die MMG schrieb er zahlreiche kürzere Mitteilungen über von ihm entdeckte Bibliotheksbestände in Dresdener Archiven, einige biografische Skizzen und Korrekturen zu vereinzelten musikhistorischen Umständen, insbesondere ein Referat der die Musik betreffenden Stellen in zwei im Hauptstaatsarchiv aufgefundenen Manuskripten des kursächsischen Theaterleiters  Joseph Friedrich von Racknitz (XXIV,9).
Alfred Dörffel (1821-1905)
war ein Musikschriftsteller, -editor und -kritiker sowie Bibliothekar in Leipzig. Er schrieb eine Geschichte der Leipziger Gewandhauskonzerte und für die MMG veröffentlichte er früh eine Abhandlung über die ältesten Erzeugnisse der deutschen Tonkunst, d. h. die mittelalterlichen Liedersammlungen (I,4) und eine biografische und werkgeschichtliche Studie über den klösterlichen Liedkomponisten Laurentius von Schnüffis mit Ergänzungen von Eitner (II,6).
Ottmar Dressler (1834–85)
war ein württembergischer Kirchenmusiker, Organist, Chorleiter und Komponist. Für die MMG verfasste er eine biografische Studie über den Weingartner Klostermusiker Jakob Reiner (III,7) und eine Werkanalyse der fünf- oder vierstimmigen Passion von Reiner (V,11 und 12).
Hermann Ludwig Eichborn (1847-1918)
war ein Musiker (Blechblasinstrumente), Komponist und Musikschriftsteller (Instrumentenhistoriker), der in Breslau und Südtirol wirkte. In den MMG schrieb er einen Grundsatzartikelunter dem Titel Neue Strömung in der Tonkunst (XVI,1), in dem er einerseits den Gehalt der neuesten Musikentwicklung bezweifelte, andererseits für die möglichst authentische Aufführung alter Musik, besonders der vor Bach, plädierte, um durch ihr Erklingen eine Vorstellung von ihrer Qualität zu bekommen durch veränderte Spiel- und Hörweisen. Er verfasste mehrere organologische Artikel über die Einführung des Horns in die Kunstmusik (XXI,5), über Discantus, Fauxbourdon und Treble (XXI,10), Zur Frage des Treble. Unvermeidlicher Zusatz (XXII,4), über Girolamo Fantini, ein Virtuose des siebzehnten Jahrhunderts und seine Trompeten-Schule (XXII,7), und Studien zur Geschichte der Militärmusik (XXIV,6/7).
L. H. Fischer (?-?)
war ein Königsberger Lokalhistoriker, der besonders Dichtung und Musik des 17. Jahrhunderts bearbeitete und edierte. In den MMG veröffentlichte er biografische Skizzen über Johannes Stobaeus (XV,6 und XVI,8), Johann Weichmann (XV,6), Christoph Kaldenbach (XV,8) und Heinrich Albert (XVI,8).
Adolf Frölich (?-?)
war ein Schweizer Pfarrer, die über Liedtexte und -melodien forschte. Für die MMG verfasste er Aufsätze über die außerkirchlichen Liedtexte des XVI. Jahrhunderts (VII,7 und 8) und er übersetzte die Deploration auf den Tod Johann Okeghems aus dem Altfranzösischen (XI), 3).
Ludvig Fökövi (1852-1900)
war ein in der Stadt Szegedin wirkender Klavierpädagoge und Historiker der ungarischen Musik. Für die MMG schrieb er eine Darstellung der Musik und Musiker am Hof von Gabriel Bethlens (XXX,3) und der Zigeuner-Musik in Ungarn (XXX,12).
Moritz Fürstenau (1824–89)
war ein in Dresden wirkender Flötist, Musikhistoriker und Bibliothekar, Mitglied der Staatskapelle und Gründer des Tonkünstler-Vereins. Für die MMG schrieb er Beiträge zur Don-Juan-Literatur (II,3), über die Ordnung fürstlicher Gottesdienste im 17. Jahrhundert (III,4), über die Aufführung von Glucks Orpheus in München 1773 (IV,11), über die Sammlung musikalischer Instrumente in Venedig (VI,7), über die königliche Musikaliensammlung in Dresden (X,9), eine biographische Skizze über Maria Antonia Walpurgis, Kurfürstin von Sachsen (XI,10), einen Bericht über die Oper Antiope und die Bestallung des Kurfürstlich Sächsischen Vizekapellmeisters Nicolaus Adam Strunck und des Hofpoeten Stefano Pallavicini (XIII,1) und etliche kürzere historische und biografische Skizzen. Er war Vorbild in der Erstellung bibliografischer Verzeichnisse von Dresdener Bibliotheksbeständen und förderte die diesbezüglichen Aktivitäten der Gesellschaft für Musikforschung für andere Städte.
Hugo Goldschmidt (1859-1920)
war ein Musikwissenschaftler, der grundlegende und bedeutende Forschung zur italienischen Gesangstechnik und Operngeschichte unternahm und Referenzwerke zu diesen Fragen publizierte. Erstedition von Monteverdis Oper L’Incoronazione di Poppea. Für die MMG schrieb er: Verzierungen, Veränderungen und Passagien im 16. und 17. Jahrhundert und ihre musikalische Bedeutung, besprochen nach zwei bisher unbekannten Quellen (XXIII,7), Cavalli als dramatischer Komponist (XXV,3 und 4/5/6), Die Instrumentalbegleitung der italienischen Musikdramen in der ersten Hälfte des XVII. Jahrhunderts (XXVII,4 und 5), Zur Geschichte der Arien- und Symphonieformen (XXXIII,4/5.)
Franz Xaver Haberl (1840-1910)
war ein katholischer Kirchenmusiker und Kirchenmusikhistoriker, der in Rom in der Biblioteca Vaticana Quellen studierte, die Werke Pierluigis da Palestrina und Orlando di Lassos und das Kirchenmusikalische Jahrbuch herausgab. Er gründete in Regensburg die katholische Kirchenmusikschule. In den MMG publizierte er über die Messen Adrian Willaerts, gedruckt von Marcolini da Forli (III,6), eine bibliographisch-kritische Studie über Matthias Hermann Werrecorensis (III,12 und IV,1), eine Beschreibung des Cod. Mscr. No. 98 th. aus der Bibliothek Proske in Regensburg (IV,8) und über Drucke von Ottaviano Petrucci auf der Bibliothek des Liceo filharmonico in Bologna (V,4 und 6).
Richard Hohenemser (1870-1942)
war ein in Frankfurt/Main in einer jüdischen Familie geborener Musikschriftsteller, lebte nach seiner musikwissenschaftlichen Ausbildung (in Berlin bei Spitta, Bellermann und Fleischer sowie in München bei Sandberger) in Frankfurt/Main und Berlin ohne universitäre Anstellung, verfasste mehrere Bücher und Aufsätze. Er nahm sich 1942 zusammen mit seiner Frau das Leben, um der Deportation zu entgehen. In den MMG veröffentlichte er eine längere Studie über J. K. F. Fischer als Klavier- und Orgelkomponist (XXXIV,9-11).
August Horneffer (1875-1955)
war ein Philologe, Philosoph und Musikwissenschaftler, der sich später dem Freimaurertum anschloss, in den MMG publizierte er im Anschluss an seine Berliner Dissertation über Johann Rosenmüller dessen biografische Skizze (XXX,8) und ein Verzeichnis der Werke Rosenmüllers (XXXI,3-5).
Otto Kade (1819-1900)
war ein äußerst produktiver, quellenorientierter Musikwissenschaftler und Bibliothekar, der zunächst in Dresden, dann in Schwerin als großherzoglicher Musikdirektor in Mecklenburg wirkte. Er katalogisierte die umfangreiche Musikaliensammlung der Hofkapelle. Mitbegründer der Monatshefte und einer ihrer häufigsten Autoren, enger Mitarbeiter von Eitner. Für die MMG schrieb er: Leonhard Lechner und sein Streit mit dem Grafen Eitel Friedrich von Hohenzollern im Jahre 1585. Ein Kultur und Charakterbild aus dem 16. Jahrhundert. (I,11 und 12), Rogier Michael ein deutscher Tonsetzer des 16ten Jahrhunderts (II,1), Erläuterungen und Worterklärungen zum Inhalt des Sammelbandes Contrapunctus 1528 (II,7), Johann Oyart von Köln, senior 1524 1550, Johann Oyart von Köln, junior, 1550–15.. (III,1), Kommentar zum Abdruck des Berichts von Gottfried Fritsch über die neue Orgel in der Schlosskirche zu Dresden anno 1612 (III,6), Zwei archivarische Schriftstücke aus dem 16. Jahrhunderte (IV,3), Ein bisher unbekanntes protestantisches Gesangbuch vom Jahre 1531 (IV,6 und 7), Berichtigungen zu dem Locheimer Liederbuche von 1450 (IV,12), Ueber den eigentlichen Melodiekörper zu dem Liede „Inspruck ich muss dich lassen“ von Heinrich Isaac (V,6), Nachtrag zu Caspar Othmayr (VIII,1), Noch einmal die musikalischen Schätze des 15. bis 17. Jahrhunderts auf der Rathsschulbibliothek in Zwickau (VIII,2), Thomas Stoltzers Psalm „Noli aemulari“, 6 voci. Ein kunstgeschichtlicher Beitrag (VIII,11und 12), Ein handschriftlicher Codex in der Bibliothek Magliabechiana in Florenz (IX,2), Zwei unbekannte deutsche geistliche Lieder aus dem 16. Jahrhundert (X,5), Samuel Scheidt und dessen Dedicationsschrift bei Ueberreichung seines Orgeltabulaturbuches an den Kurfürsten von Sachsen Johann Georg I. im Jahre 1624 (X,11), Rezension von A. W. Ambros, Geschichte der Musik, Vierter Band, Fragment (XI,1), Meister Anthonius, Orgelbauer in Dresden, 1477 (XI,12), Die Ordnung der Spelelude (Joculatorum) von Wismar im Jahre 1343 (XIV,7), Eine vereinzelte Diskantusstimme vom Jahre 1573 mit Druckwerken von 1568 und 1572 auf der Bibliothek der Domschule zu Güstrow (XV,11), Biographisches zu Antonio Squarcialupi, dem Florentiner Organist im XV. Jahrhundert (XVII,1 und 2), Beschreibung der Druckwerke und Handschriften unter den älteren Musikalien der Stadt Freiberg in Sachsen (herausgegeben und kommentiert von seinem Sohn Reinhard Kade) (Beilage zu den Monatsheften), Katalog der Musik-Sammlung der Kgl. Öffentlichen Bibliothek zu Dresden (zusammen mit Eitner, Beilage zu den Monatshefte), Adrian Petit Coclicus (1500 1555/56). Ein Beitrag zur Musikgeschichte des 16. Jahrhunderts (XXIX,1und 2), Abraham Praetorius, ein mecklenburgischer Tonsetzer vor dreihundert Jahren. Nachgelassene Arbeit (XXXIII,1) und etliche kleine Skizzen.
Reinhard Kade (1859-1936)
war ein in Dresden wirkender Musikwissenschaftler und Oberstudienrat. Für die MMG verfasste er: Beitrag zu Kantor Doles (XX,1), Der Dresdner Kapellmeister Johannes Baptista Pinellus (XXI,9 und 10), Nachruf auf seinen Vater Otto Kade (XXXII,9), und etliche kleinere Skizzen und Rezensionen.
Alfred Christian (Christlieb) Kalischer (1842-1909)
war ein aus einem Rabbinerhaus stammender Altphilologe, Musikhistoriker und kulturpolitischer Publizist. Neben der Arbeit an religions- und staatsphilosophischen Schriften betätigte er sich als Beethoven-Forscher und war der Herausgeber der ersten kritischen Ausgabe von dessen Briefen. Für die MMG verfasste er eine zehnteilige Serie von Artikeln über die Beethoven-Autographe der Königlichen Bibliothek zu Berlin (XXVII,10-XXVIII,7).
Oswald Koller (1852-1910)
war ein Historiker und Germanist, als Musikforscher war er Autodidakt und wurde doch zu einem Pionier der musikalischen Mediävistik, als Mitarbeiter Guido Adlers wurde er Mitherausgeber der Denkmäler der Tonkunst in Österreich und Bibliothekar der musikwissenschaftlichen Bibliothek an der Universität Wien. In den MMG veröffentlichte er: Aus dem Archiv des Benediktinerstifts St. Paul im Lavanttal in Kärnten (XXII,2 und 3) sowie (zusammen mit Adler) berichtigende Bemerkungen der Bearbeiter der Ausgabe der Trienter Kodizes zu deren Rezension in den Monatsheften (XXXII,10).
Arthur Kopp (1860-1918)
war ein Liedforscher und Bibliothekar, wirkte in Berlin und Marburg, trat in den MMG als Autor in Verbindung mit der Berliner Liedersammlungen hervor und veröffentliche: Eine handschriftliche Liedersammlung der Königlichen Bibliothek zu Berlin (XXXI,5-7), sowie eine Notiz über Druckausgabe der Lieder von Adam Krieger (XXXII,9).
Otto (Utto, Joseph) Kornmüller (1824-1907)
war ein in Metten wirkender katholischer (benediktinischer) Kirchenmusikhistoriker und praktischer Kirchenmusiker mit einem Schwerpunkt auf der Erforschung mittelalterlicher Musik. In den MMG veröffentlichte er biografische Skizzen zu Georg Muffat sowie Cajetan Kolberer und Nonnosus Madlseder (III,8), eine längere Abhandlung über die Choralkompositionslehre vom 10. bis 13. Jahrhundert (IV,4 und 5) und über das musikalische Alphabet (X,7).
Rochus von Liliencron (1820-1912)
war ein Philologe, Historiker und Volksliedforscher, Herausgeber der Allgemeinen Deutschen Biographe, der Denkmäler deutscher Tonkunst und historischer Volksliedsammlungen. Für die MMG schrieb er: Eine handschriftliche Sammlung von Gesängen aus dem 17. Jahrhundert (XXIII,8), Eine alte Sapphische Melodie (XXIX,2).
Karl Lüstner (1834-1906)
war ein Cellist und Klavierlehrer, wirkte in Wiesbaden, lieferte Hugo Riemann manche Notiz für dessen Lexikon, unterstützte Eitner mit Vorarbeiten für dessen Quellen-Lexikon und erstellte die jährliche Totenliste in den MMG.
Josef Müller (?-1881)
war nach Chysander, von 1871–74 Herausgeber der Allgemeinen musikalischen Zeitung in Leipzig, arbeitete anfänglich mit Eitner zusammen, bis es zum Bruch und gerichtlichen Auseinandersetzungen kam. Müller eröffnete eine kleine Serie: Beiträge zur Literatur und Geschichte der Tonkunst (II,1 und 3) und wurde als Unterzeichner des Aufrufs zur Rettung der nachgelassenen Bibliothek von Otto Jahn für deutsche Bibliotheken genannt (zusammen mit Eitner und O. Kade, II,1). Zum Ende des 4. Jahrgangs (1872) eskalierte der Konflikt Eitners mit Müller, der Eitner vorgeworfen hatte, die Gesellschaft für Musikforschung und die Monatshefte für Privatinteressen zu nutzen. Eitner betonte in einer Erklärung vom 31.12 1872 (V,1), dass renommierte Fachleute für einzelne Gebiete für die Zeitschrift  engagiert seien und keine Konzentration auf die eigene Person als Herausgeber stattfände. Insbesondere seien die Monatshefte kein kaufmännisches Unternehmen mit Gewinnabsichten.
Willibald Nagel (1863-1929)
war ein äußerst produktiver und streitbarer, in Zürich, Darmstadt und Stuttgart wirkender, sich u. a. der schweizerischen und englischen Musikgeschichte widmender Musikwissenschaftler, Musikkritiker und Chorleiter. Zweijähriger Studienaufenthalt in England. Beiträge zu Mozart, Beethoven, Brahms, heftiger Kritiker der Moderne. Kontroverse mit Davey über Fragen der englischen Musikgeschichte. In den MMG veröffentlichte er: Die Chöre aus Philargyrus von Petrus Dasypodius (XXI,7), Die Musik in den schweizerischen Dramen des 16. Jahrhunderts (XXII,5), Erläuterungen zum im lateinischen Original abgedruckten Fundamentum von Johann Buchner (XXIII,5/6), zu der in deutscher Übersetzung wiedergegebenen Schrift John Dowlands Necessairie Observations belonging to Lyte-playing (XXIII,9), Die Nürnberger Musikgesellschaft (1588 1629) (XXVII,1), Annalen der englischen Hofmusik von der Zeit Heinrichs VIII. bis zum Tode Karls I. (1509 1649). Nach den Originaldokumenten (Beilage zum Jahrgang XXVI), Zur Geschichte der englischen Hofmusik. Von der Restauration der Monarchie bis zum Anfange des XVIII. Jahrhunderts (ebd.), Gilles Heine (XXVIII,8 und 9), Die Kantoreigesellschaft zu Pirna (XXVIII,11 und 12), Zur Biographie Joh. Stadens und seiner Söhne (XXIX,4), Miscellanea zu J. J. Quantz und den Dresdener Stadtpfeifern (XXIX,5), Ein Dialog John Hiltons (XXIX,8 und 9), Ein Stück altenglischer parodistischer Musik (XXX,4), Daniel Purcell (XXX,5), Zur Geschichte der Musik am Hofe von Darmstadt (XXXII, 1-5).
Albert Quantz (1837–91)
war ein Komponist und Bibliograf. Für die MMG schrieb er: Über Musikerportraits (VII,6), Johann Jeep (VIII,4), Aus den Œuvres de Frédérick le Grand (IX,2), Die Musikwerke der kgl. Universitätsbibliothek in Göttingen (Katalog, Beilage zum XV. Jahrgang der MMG), und etliche bibliografische Hinweise.
Bernhard Friedrich Richter (1850-1931)
war ein in Leipzig wirkender evangelischer Kirchenmusiker, der die Ergebnisse seiner Bach-Forschungen v. a. im Bach-Jahrbuch veröffentlichte. Für die MMG schrieb er: Joh. Seb. Bach und die Universität zu Leipzig (XXXIII,7), Zwei Funeralprogramme auf die Thomaskantoren Sebastian Knüpfer und Joh. Schelle (XXXIII,12 und XXXIV,1), Erläuterungen zu einer Abhandlung von Johann Kuhnau (XXXIV,9), Verzeichnis der Kirchenmusiken Johann Kuhnaus aus den Jahren 1707 1721 (XXXIV,10).
Julius Richter (?-?)
In den MMG publizierte er: Ein vierundzwanzigstimmiger Psalm von Jacob Handl (XI,4), Zwei aufgefundene Passionsmusiken (XI,5 und 6), Die Geistlichen Dialoge von Rudolph Ahle (XII,4 und 5), Hommels Psalter (XII,11 und 12), Zwei Schriften von Conrad von Zabern (XX,4 und 7), Katalog der Musik-Sammlung auf der Universitätsbibliothek in Basel (Beilage zum XXIII. Jahrgang).
Hugo Riemann (1849-1919)
war ein berühmter Musikhistoriker, -theoretiker und -lexikograf, dessen Definitionen und Schemata lange Zeit maßgeblich waren. Auch in den MMG bot er für einige vor ihm noch offene Fragen Lösungen an. In den MMG publizierte er Artikel über Zarlino als harmonischer Dualist (XII,10), die verschiedene Bedeutung des Color (der Schwärzung) in den Mensuralnotierungen des 16. Jahrhunderts (XX,10), Wann kam die Suite auf? (XXVI,7), Das Lautenwerk des Miguel de Fuenllana (XXVII,6).
Ferdinand Wilhelm Emil Roth (1853-1924)
war ein autodidaktischer Historiker und Archivar. Für die MMG schrieb er: Beiträge zur Musikliteratur des Mittelalters und der Neuzeit (XX,4), Musik-Handschriften der Darmstädter Hofbibliothek (XX,5 und 6), Zur Bibliographie der Musikdrucke des XV. bis XVII. Jahrhunderts in der Darmstädter Hofbibliothek (XX,8-10), Zur Bibliographie der Musikdrucke des XVI. XVIII. Jahrhunderts in der Mainzer Stadtbibliothek (XXI,2), Aus älteren Musikwerken (Psalmbücher und Responsorien) (XXV,3) und etliche kürzere bibliografische Notizen.
Julius Rühlmann (1816–77)
war ein Organologe und Musikschriftsteller. In den MMG veröffentlichte er Gottfried Silbermann und sein Cimbal d’amour (II,8 und 9), Die Gründung eines Instrumenten-Museums (V,1).
Paul Runge (1848-1911)
war ein Mittelalterforscher und Editor mittelalterlicher Liederhandschriften mit streitbaren Ansichten. Für die MMG publizierte er: Die Besprechung der Colmarer Sangesweisen durch Dr. Heinrich Rietsch in Wien (Beilage zu Heft 12 des XXX. Jahrgangs), Entgegnung zu in einer Rezension von Oskar Fleischer gegen Runges Edition der Geißlerlieder erhobenen Vorwürfe (XXXIII,1), Der Minnegesang und sein Vortrag (XXXV,6), Die Musik als Hilfswissenschaft der Philologie in Bezug auf das mittelalterliche Lied (XXXVI,1), Die Notationen des Somanātha (XXXVI,3/4) sowie einige Rezensionen in Verbindung mit Fragen der Liededition.
Raymund Schlecht (1811–91)
war ein sehr produktiver, in Eichstätt wirkender Musikhistoriker und Choralforscher. In den MMG publizierte er über älteste Klavier-Literatur (II,7), Musikgeschichte aus dem Anfange des 16. Jahrhunderts, nach dem Spiegel der Orgelmacher und Organisten von Arnold Schlick, 1511 (II,10-12), Über die Tonhöhe und Schreibweise der Kompositionen aus dem 15. und 16. Jahrhundert (III,8), Bericht über das Wirken des allgemeinen deutschen Cäzilienvereines im Allgemeinen und über dessen 3. General-Versammlung in Eichstätt (Beilage „Unsere Zeit“ im November 1871), Versuch einer kritischen Klärung des Kap. X im Micrologus des Guido von Arezzo (IV,7), Biographische Mittheilungen über Anton Cajetan Adlgasser (zusammen mit P. Sigismund Keller, V,3), deutsche Übersetzung des Micrologus von Guido von Arezzo mit erläuternden Zusätzen (V,9-11), Musica Enchiriadis von Hucbald, übersetzt und mit kritischen Anmerkungen begleitet (VI,11-VII,4) und Bemerkungen zu Hucbalds Musica enchiriadis (VII,4-6), Rezension von Der Sündenfall und Marienklage. Zwei niederdeutsche Schauspiele (VII,9 und 10), Nachträgliche Bemerkungen zu meiner Übersetzung und Erläuterung der Musica Enchiriadis von Hucbald (VIII,8), Über den Gebrauch der Diësis im 13. u. 15. Jahrhundert anhand von Übersetzung und Erläuterung von Traktaten des Prosdocimus de Beldemandis (IX,4 und 5), Bericht über Albert von Thimus, Die harmonikale Symbolik des Altertums. Zweite Abtheilung (X,1), Übersetzung und Kommentierung der Schrift von Hermann Finck über die Kunst des Singens (XI,8 und 9), Die alten Tonarten und die moderne Musik (XII,3 und 4), Über Tonverhältnisse (XIII,2 und 3), Archivarische Studien im Archiv von Eichstätt in Bayern (XV,2 und 3), Die neugriechischen Tongeschlechter (XVI,6 und 7).
Hans Michael Schletterer (1824–93)
war ein Dirigent, Komponist und Musikhistoriker, der hauptsächlich in Augsburg wirkte und sich in seinen historischen Forschungen auf Augsburg und romanische Länder konzentrierte, Verfasser der ersten Biografie von Reichardt. In en MMG veröffentlichte er einen Katalog der in der Kreis- und Stadt-Bibliothek, dem städtischen Archive und der Bibliothek des historischen Vereins zu Augsburg befindlichen Musikwerke (X,12), Auszüge mit Erläuterungen aus Grimms Correspondance littéraire, die Musikgeschichte Frankreichs betreffend (XIV,8), Die Opernhäuser Neapels (XIV,11-V,1), Übersetzung eines Artikels über die Oper von Jacques Bernard Durey de Noinville (XV,7), Sigmund Salminger (XXI,11), Musikalische Wettstreite und Musikfeste im 16. Jahrhundert (XXII,10 und 11), posthum: Aktenmaterial aus dem städtischen Archiv zu Augsburg (XXV,1).
Eugen Schmitz (1882-1959)
war ein Musikhistoriker und -kritiker, der in Leipzig wirkte und sich an alle äußeren politischen Verhältnisse anpasste. Für die MMG schrieb er zu Beginn seiner wissenschaftlichen Laufbahn Untersuchungen über Guitarrentabulaturen (XXXV,9), Studien über P. Torris Oratorium La Vanità del mondo (XXXVI,1 und 2), Studien über W. C. Printz als Musikschriftsteller (XXXVI,6/7).
Anselm Schubiger (1815–88)
war ein im Kloster Einsiedeln lebender und wirkender benediktinischer Kirchenmusiker, Musikhistoriker und Komponist. Für die MMG verfasste er: Historische Irrtümer im Fache der Tonkunst (I,9), Carlo Donato Cossoni (III,4), Zur fünf- oder vierstimmigen Passion von Jakob Reiner (IV,11), Über Hucbalds Werk De Musica (X,2) sowie etliche kürzere historische Skizzen und Hinweise.
Ludwig Sieber (1833–91)
war ein in Basel wirkender Gymnasiallehrer und Oberbibliothekar der Universitätsbibliothek, der sich für eine moderner Katalogisierung und Erweiterung der Sammlungen einsetzte. In den MMG veröffentlichte er Gaspar Otmaiers Epitaphium auf Dr. Martin Luther (VIII,1) sowie weitere kürzere historische Skizzen und Hinweise.
Josef Sittard (1846-1903)
war ein in Stuttgart und Hamburg wirkender, Musikpädagoge, -historiker und -kritiker. Für die MMG verfasste er: Reinhart Keiser in Württemberg (XVIII,1), gab die Bestätigung des Herzogs Ulrich von Württemberg für die Gesellschaft der Trompeter, Pfeiffer und Lautenschläger heraus (XIX,1) sowie weitere kürzere historische Skizzen und Hinweise.
Hans Sommer (1837-1922)
war ein in Berlin, Weimar und Braunschweig wirkender Komponist, Musikhistoriker (Schürmann-Forscher) und Konzertorganisator. Für die MMG schrieb er: Die Oper Ludwig der Fromme von Georg Caspar Schürmann (XIV,2 und 3), Zur Schürmannschen Oper Ludovicus Pius (XXIV,9).
Philipp Spitta (1841–94)
war ein Altphilologe und Musikhistoriker (Bach-Forscher) und -editor. In den MMG veröffentlichte er musikdokumentarische Miszellen (II,4), Weiteres über Joachim von Burck (II,10), Leichensermone auf Musiker des XVI. und XVII. Jahrhunderts (III,2/3).
William Barclay Squire (1855-1927)
war ein Musikbibliothekar (Leiter der Musikabteilung des British Museums in London 1885-1920) und -kritiker. Für die MMG verfasster er etliche kürzere bibliografische Beschreibungen von Bibliotheksbeständen sowie: Unbekannte Musik-Sammelwerke im British Museum (XXII,12), Petruccis Motetti de Passione (XXVII,5), Musik-Katalog der Bibliothek der Westminster-Abtei in London (Beilage zu den Monatsheften, XXXV. Jahrgang).
Reinhold Starke (1850-1904)
war ein in Breslau wirkender Musikhistoriker. Für die MMG schrieb er: Hieronymus Gregorius Langius Havelbergensis (XXXI,7 und 8), Tobias Zeutschner (XXXII,11 und 12), Biographie Samuel Beslers (XXXIII,9 und 10), Ambrosius Profe (XXXIV,11 und 12), Die Orgelwerke der Kirche St. Elisabet in Breslau (XXXV,2 und 3), Kantoren und Organisten der Kirche zu St. Maria Magdalena zu Breslau (XXXVI,5 und 6/7), Johannes Nuc (Nucis oder Nucius) (XXXVI,12).
Carl Stiehl (1826-1911)
war ein in Leipzig ausgebildeter, in Jever und Lübeck wirkender Organist, Chor- und Orchesterdirigent sowie Musikbibliothekar. In den MMG schrieb er bibliografische Beschreibungen von Lübecker Bibliotheksbeständen (XVI,11), Franz Tunder, geb. 1641, gest. 1667, Nov. 5, als Organist an der Marienkirche zu Lübeck (XVIII,12), Thomas Baltzar. 1630 1663. Ein Paganini seiner Zeit (XX,1), Die Familie Düben und die Buxtehudeschen Manuscripte auf der Bibliothek zu Upsala (XXI,1) sowie kleinere historische Skizzen und Hinweise.
Wilhelm Tappert (1830-1907)
war ein Musikpädagoge, -kritiker, -schriftsteller und Komponist, Spezialist für die Laute. Für die MMG verfasste er Zur Geschichte der Guitarre (XIV,5), Philipp Hainshofers Lautenbücher (XVII,4), Die Lautenbücher des Hans Gerle (XVIII,11), „Zu Baden underm heissen Stein“ (XXII,11), Das wohltemperierte Klavier (XXXI,8 und 9), Esajas Reusner, der Kammer-Lautenist des Großen Kurfürsten (XXXII,8), Die Minuita – kein Menuett! (XXXIII,6).
Gerhard Tischer (1877-1959)
war ein Musikverleger und -schriftsteller, begann seine publizistische Laufbahn um 1900 mit Rezensionen für die MMG (A. Gevaert und J. C. Vollgraff, Les Problèmes musicaux d’Aristote, Richard von Kralik, Altgriechische Musik, Hektor Berlioz, Briefe an Carolyne Sayn-Wittgenstein, La Mara, Briefe hervorragender Zeitgenossen an Franz Liszt, III. Band), verfasste den Musikalienkatalog der Hauptkirche zu Sorau/Niederlausitz (Beilage der Monatshefte zum XXXIV. Jahrgang, zusammen mit K. Burchard) sowie den Nachruf auf Robert Eitner (XXXVII,4).
Caroline Valentin (1855-1923)
war eine in Frankfurt/Main wirkende Musikwissenschaftlerin und -publizistin, verfasste eine Musikgeschichte Frankfurt und etliche Fachartikel und Zeitschriften und Zeitungen. Für die MMG schrieb sie: Mozartbriefe der Donaueschinger Bibliothek, mitgeteilt und erläutert (XXXI,2 und 3), Zwei Beethovenbriefe der Donaueschinger Bibliothek (XXXI,9), Musikbibliographisches aus Frankfurt a. M. (XXXIII,11 und 12, XXXIV,1 und 2).
Franz Waldner (1843-1917)
war ein südtiroler Historiker und Musikkritiker. In den MMG veröffentlichte er: Petrus Tritonius und das älteste gedruckte katholische Gesangbuch (XXVII,2), Nachrichten über die Musikpflege am Hofe zu Innsbruck nach archivalischen Aufzeichnungen. I. unter Kaiser Maximilian I. von 1490-1519. Ein Beitrag zur tirolischen Kulturgeschichte (Beilage zum XXIX. Jahrgang der Monatshefte), Nachrichten über die Musikpflege am Hofe zu Innsbruck unter Erzherzog Ferdinand 1567-1595 (XXXVI,9-11).
Joseph Wilhelm von Wasielewski (1822–96)
war ein Geiger, Dirigent und Musikhistoriker mit dem Schwerpunt Instrumentengeschichte (Violine und Violoncello) und Biografik (Schumann und Beethoven). Für die MMG verfasste er folgende Artikel: Ein französischer Musikbericht aus der ersten Hälfte des 17. Jahrhunderts (André Maugras, Rom 1639) in deutscher Übersetzung mitgeteilt und eingeleitet (X,1 und 2), Nachruf auf den verstorbenen Bibliothekar des Liceo comunale di musica in Bologna Gaetano Gaspari (XIII,4/5/6), Gaspard Duiffoprugcar (XV,4), Exzerpte aus dem L’Estat de la France bezüglich der Jahre 1661, 1663 und 1665 (XXI,8) sowie kleinere Skizzen und Rezensionen.
Franz (Xaver) Witt (1834–88)
war ein in Regensburg wirkender reformatorisch eingestellter katholischer Kirchenmusiker, Gründer und Leiter des Cäcilienvereins. Für die MMG schrieb er: Hanns Leo Hasler. Vorarbeit für meine Monographie über diesen Meister (I,1), Liedertexte aus dem 16. Jahrhundert und ihre Komposition durch Hanns Leo Hasler, Orlandus Lassus u. a. (II,2), Kurze Notizen über die Art und Weise, alte Werke neu zu edieren (III,2/3), Kommentierende Übersicht über den Inhalt der verschiedenen Serien und Lieferungen des Trésor musical (VI,6 und 7).